# Rama

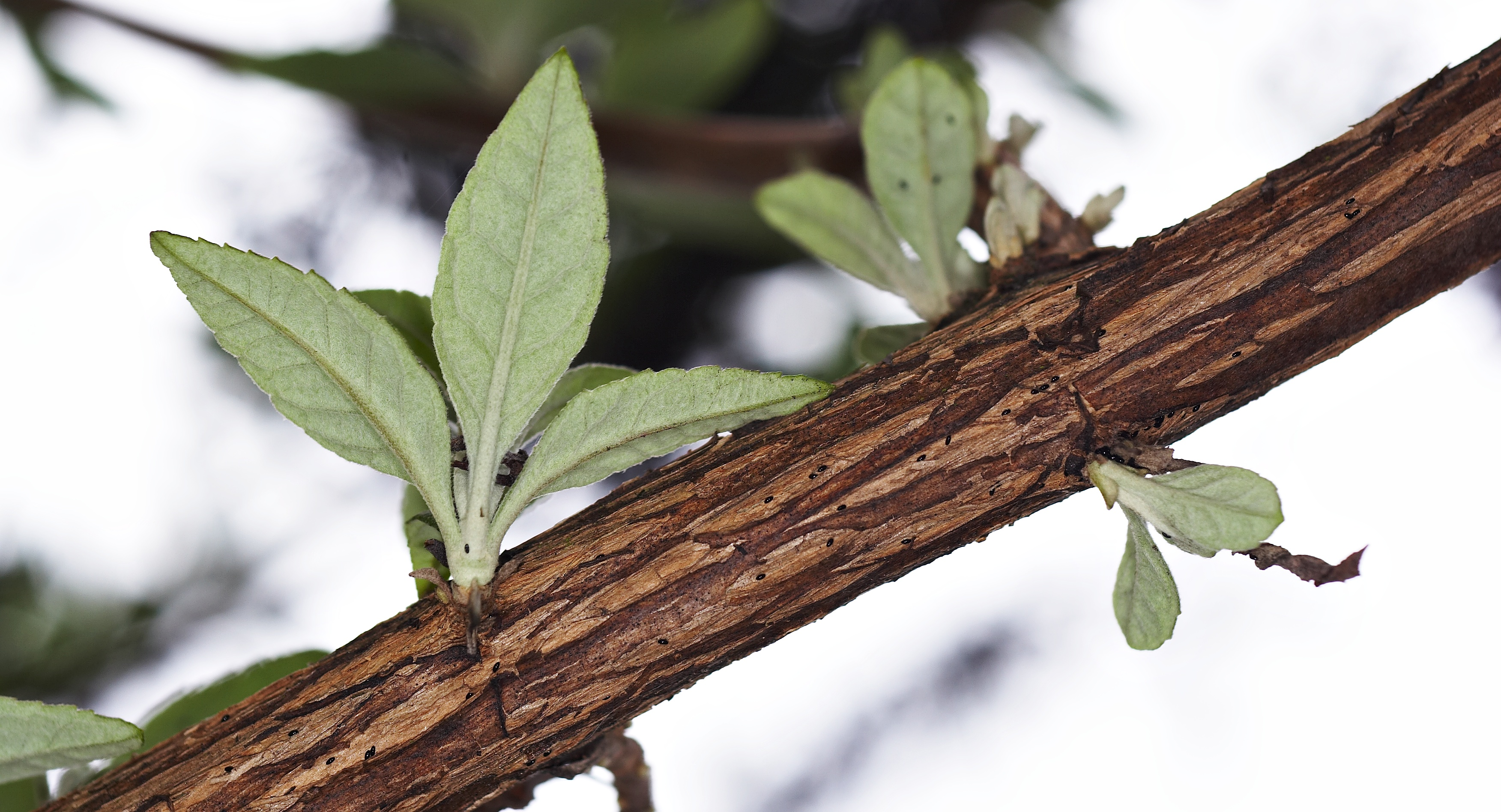
Rama de Buddleja davidii.

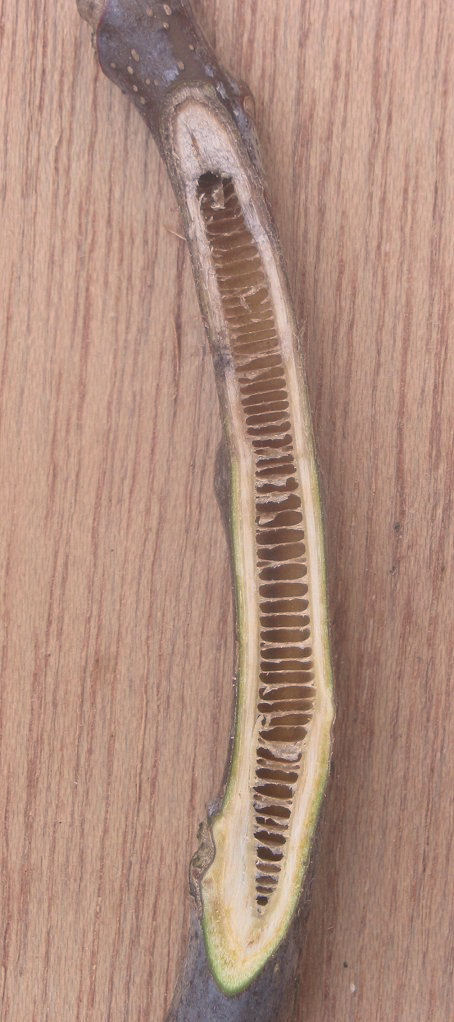
Corte longitudinal de una rama.

La rama es la parte del árbol o arbusto en la que crecen las hojas. Se trata de una estructura de madera conectada al tronco central.
 Las ramas pueden desarrollarse de forma horizontal, vertical o diagonal, esta última forma es la que presentan la mayor parte de las especies arbóreas.
La poda consiste en el corte de ramas y se realiza con fines estéticos para dar forma, de limpieza para eliminar ramas muertas, para estimular el crecimiento, etc. En  árboles frutales se utiliza generalmente para aumentar la producción de frutos, entre otros menesteres.
Los trozos de rama dejados en el árbol tras la poda se denominan tocón de rama o muñón. Cuando el corte se hace de forma incorrecta, sin dejar una rama menor lateral llamada tira-savia, la cual debe tener como mínimo un tercio del diámetro de la rama cortada, o alguna yema, este tocón muere.
Durante el invierno, se pueden distinguir los árboles de  hoja caduca observando el corte longitudinal  de una rama.
Al igual que una viga en voladizo, una rama se flexiona concentrándose el esfuerzo máximo en la base de la misma. Aunque normalmente su rotura no llega a ocurrir, puesto que su peso no es lo suficientemente grande. Sin embargo, una sobrecarga, como el peso de un animal o la acción del viento puede hacer que se produzca la fractura de la rama al superar una tensión mecánica determinada.
Se tiene considerado que existen distintos tipos de ramas dependiendo de su tamaño, como ramas finas o ramas gruesas, y dependiendo de la misma la fuerza puede cambiar, como la rama gruesa la cual se considera imposible de arrancar por métodos convencionales, o la fina la cual puede ser arrancada fácilmente.